# 溫寮慶安宮
溫寮慶安宮在地人稱溫寮先帝爺，是一座位於臺灣臺中市大安區海墘里溫寮庄的廟宇，該廟主祀五谷先帝(神農氏)，附祀朱、刑、李府千歲等神尊。早年溫寮先帝爺不僅為在地庄民的海上燈塔，亦為在地的醫神，更為在地的農業守護神，從古至今神威顯赫、庇佑鄉里、屢屢託夢指示信眾，信徒連年持續增加，不僅為在地庄民之信仰中心，全台皆有信眾特來參拜，更為庇佑臺灣的守護神。

## 在地古聞
早年的溫寮地區居民以討海為生，但因臺灣海峽風浪甚大，多數漁民因資訊不發達不熟海象而離陸甚遠，傳聞溫寮先帝爺屢次顯靈於海上，為漁民指引方向已順利登岸，登岸後的漁民深感不可思議，後續又多次於海上顯靈指引，除了成為海上燈塔外亦庇佑了漁民的漁獲豐收，至今在地漁民每逢出海捕魚，必向溫寮先帝爺祈求平安滿歸。
早年因醫學不發達，多數病疾無藥可醫，庄民向先帝爺參拜祈求平安，過數日庄民夢見先帝爺持靈藥仙丹，告知信徒可刮用神像金身之下的木屑，煎藥喝下即可痊癒，不過數日庄民之病症漸漸康復，後以訛傳訛，多數庄民效仿接連痊癒，顯靈救民的溫寮先帝爺更受在地庄民所敬仰愛戴。

## 歷史
據傳創建於嘉慶5年（1800）。
另據明治34年（1901）10月20日由慶安宮管理人柯有用於殖民政府從事土地調查時所提出的《土地申告書》所載：「右者柯有用於明治三十年十月間，欲建此慶安宮，於是眾人相議邀與陳培甲所有之原野壹所，獻為朱王爺之廟地，起蓋廟宇，永遠祭祀，管理人不能變賣，只用口約並無契據，今當土地調查蒙察校謹，以稟明事由切叩。」可知，慶安宮曾於明治30年（1897）10月，由塭寮庄柯有用倡建重建，並由陳培甲獻地，當時的主祀神則為朱府王爺，後來才改主祀五穀先帝，配祀朱、刑、李府千歲。
民國67年（1978年），因廟宇建築老舊，庄內仕紳莊寶亨先生，擔任召集人發起重建事宜，並由黃萬居先生擔任重建主任委員，最終順利完成興建並啟用。惟因廟宇位處海濱，長年受海風侵蝕導致鋼材氧化鏽蝕，維護不易。歷經29年後，於民國96年（2007年）1月24日，在時任主任委員鄭銘坤先生與庄內人士商議下，再次進行整建工程，竣工後沿用至今。

## 交通方式
台中市公車
站牌：塭寮橋
於塭寮橋站下車後，沿溫寮溪畔向西步行5分鐘即可到達慶安宮。
- 豐原客運：92
- 統聯客運：658

## 外部連結
- 慶安宮-文化資源地理資訊系統 （页面存档备份，存于）
- 慶安宮-國家文化記憶庫2.0
- 慶安宮-時空旅行社
- 第5472篇 台中大安慶安宮／紅樹林生態區／3D彩繪牆／大安區聯合里民活動中心／溫寮漁港安檢所／溫寮海堤／溫寮觀景步道Ｘ台灣施旅行 （页面存档备份，存于）